# Jerzy Machowski
Jerzy Machowski (ur. 17 stycznia 1991 w Warszawie) – polski reżyser teatralny, radiowy i telewizyjny.
Absolwent Reżyserii na Wydziale Lalkarskim Akademii Sztuk Teatralnych w Krakowie, Filia we Wrocławiu. Syn aktora Ignacego Machowskiego, brat skrzypaczki Marii Machowskiej, przyrodni brat aktora Krzysztofa Machowskiego, bratanek rzeźbiarza Leona Machowskiego.

## Teatr
- Niezwykły lot pilota Pirxa[1] wg Stanisława Lema, Teatr Miejski w Gliwicach, 2017
- Szary domek[2] Katarzyny Szestak, Nowy Teatr im. Witkacego w Słupsku, 2017
- Kopciuszek Jerzego Machowskiego, Teatr Dzieci Zagłębia im. Jana Dormana w Będzinie, 2018
- Śpiewnik domowy Stanisława Moniuszki, Fundacja Lakme-Art, 2019

## Teatr Polskiego Radia
- Sen wg Niedokończonego poematu Zygmunta Krasińskiego, 2018[3]
- Horsztyński Juliusza Słowackiego, 2018[4]
- Grażyna Adama Mickiewicza, 2018[5]
- Miłość-czysta u kąpieli morskich Cypriana Kamila Norwida, 2019[6]
- Trzy rozprawy krótkie wg Mikołaja Reja, 2020[7]
- Na świecie jeszcze, lecz już nie dla świata wg Adama Mickiewicza, 2021[8]
- Matka Stanisława Ignacego Witkiewicza, 2021[9]
- Maria Antoniego Malczewskiego, 2022[10]
- Mesjasz. Bruno Schulz Małgorzaty Sikorskiej-Miszczuk, 2022[11]

## Teatr Telewizji
- Bezkrólewie Wojciecha Tomczyka, 2020[12][13]
- Konrad Wallenrod Adama Mickiewicza, 2022[14]

## Nagrody
- „Don Kichot”  – nagroda za debiut reżyserski w Teatrze Polskiego Radia, 2018[15]
- „Śląkfa” – nominacja do nagrody Śląskiego Klubu Fantastyki za rok 2017 w kategorii „twórca roku” za spektakl Niezwykły lot pilota Pirxa w Teatrze Miejskim w Gliwicach, 2018[16]